# Open University Malaysia
Die Open University Malaysia (OUM) (mal. Universiti Terbuka Malaysia) in Petaling Jaya ist eine private Fernuniversität in Malaysia. Sie wurde 2000 aus einem Verbund mehrerer staatlicher Universitäten gegründet und ist heute eine Universität mit ca. 80.000 Studenten.

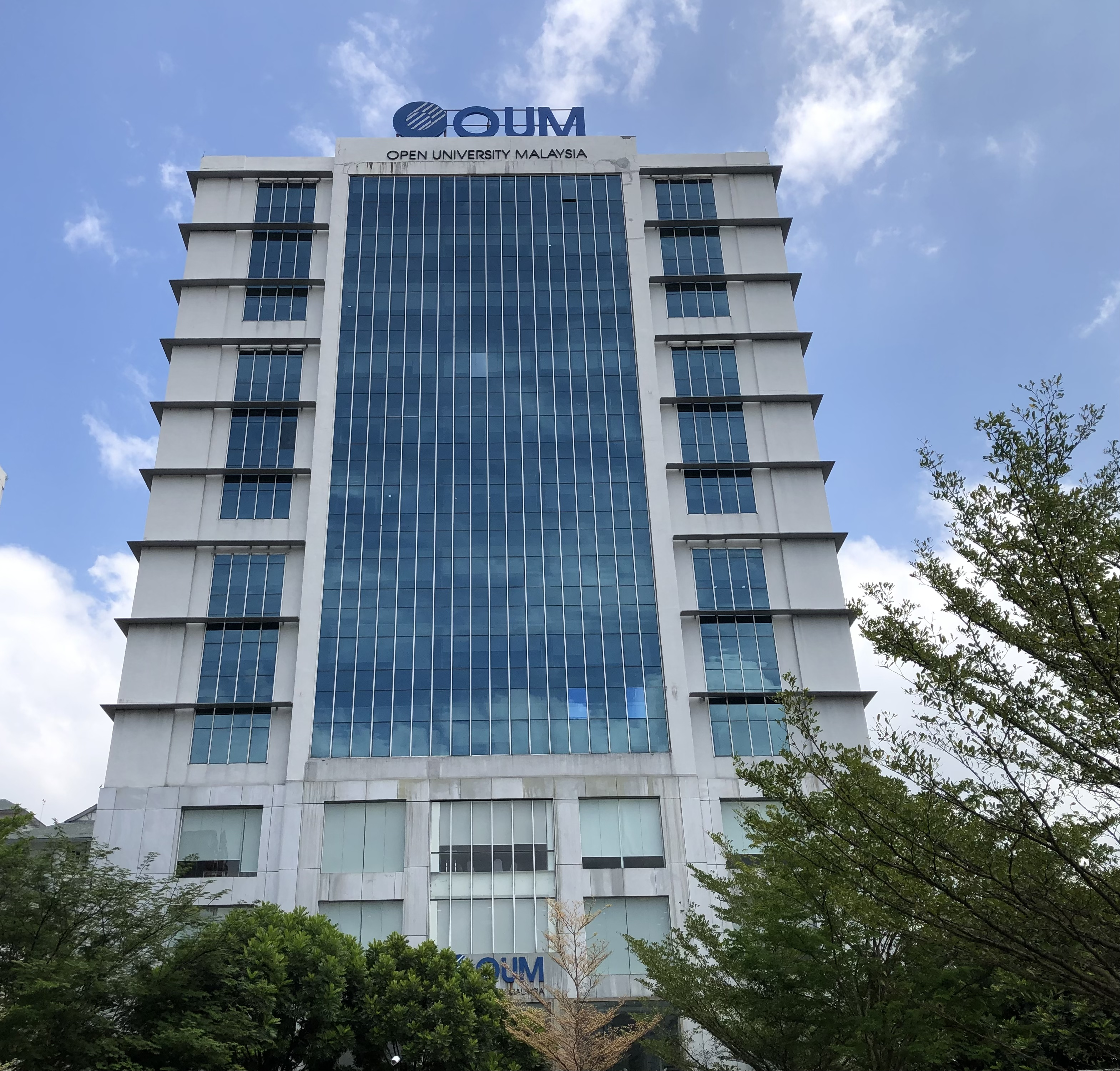
OUM hoofduniversiteitscampus in Kelana Jaya, Petaling Jaya

## Geschichte
Eine der Bereiche des Großprojekts des Staates Malaysia Vision 2020 ist es das Bildungsniveau breiter Bevölkerungsschichten zu erhöhen. Im Jahre 1999 forderte der Bildungsminister die Multimedia Technology Enhancement Operations Sdn Bhd (METEOR), ein privates Unternehmen elf staatlicher Universitäten auf, eine private Fernuniversität zu gründen. Die Gründung erfolgte im Jahre 2000 und der Studienbetrieb wurde 2001 mit 750 Studenten aufgenommen.

## Organisation
Der Chancellor der Universität ist ein Ehrenamt und wird durch eine bekannte Persönlichkeit besetzt, während das hauptamtliche Management der Universität durch den Vice-Chancellor geleitet wird. Neben dem Hauptcampus in Kuala Lumpur bestehen 56 Studienzentren in verschiedenen Orten in Malaysia.
Die Universität besteht aus folgenden Fakultäten und Zentren:
- Faculteit Bedrijfskunde & Management
- Faculteit Techniek en Toegepaste Wetenschappen
- Faculteit Sociale Wetenschappen en Geesteswetenschappen
- Faculteit Educatie
- Centrum voor afstudeeronderzoeken
- Centrum voor beoordeling van eerder leren